# Hajrá, vadmacskák!
A Hajrá, vadmacskák! a Frakk, a macskák réme című rajzfilmsorozat harmadik évadjának hetedik része.

## Cselekmény
Frakk, Lukrécia, és Szerénke kirándulni mennek az erdőbe. Irma néni rántott májat csomagol nekik az útra, amit a macskák meg is esznek Frakk elől. Később találnak egy kis vadászlakot, ahol egy vadász lakik. A macskák azt hazudják a vadásznak, hogy Frakkot elkergette a gazdája, és arra kérik, fogadja őt be. A vadász megmutatja Frakknak a trófeáit, és a puskáját, de Frakk inkább haza akar menni. A vadász azt mondja, most már az ő kutyája lesz, de Frakk ezt nem akarja, majd felborítja a házat és távozik. A macskák közben eltévednek az erdőben. Frakk megtalálja a hazavezető utat, ahol rántottáj-szagot érez, és rájön, hogy a macskák megették előle. Ezután kijelenti, hogy vadmacskákra fog vadászni, és egészen hazáig kergeti Lukréciát és Szerénkét, azt kiabálva: Hajrá, vadmacskák!

## Alkotók
- Rendező és operatőr: Meszlényi Attila
- Társrendezők: Imre István, Várnai György
- Forgatókönyvíró: Bálint Ágnes
- Zeneszerző: Pethő Zsolt
- Hangmérnök: Bársony Péter
- Vágó: Czipauer János
- Tervezte: Várnai György
- Háttér: Szálas Gabriella
- Rajzolta: Kiss Bea
- Színes technika: Kun Irén
- Gyártásvezető: Bende Zsófi

Készítette a Magyar Televízió megbízásából a Pannónia Filmstúdió

## Szereplők
- Frakk: Szabó Gyula
- Lukrécia: Schubert Éva
- Szerénke: Váradi Hédi
- Károly bácsi: Suka Sándor
- Irma néni: Pártos Erzsi
- Vadász: Horkai János